# Перегрев экономики
Перегре́в эконо́мики — ситуация, при которой темпы экономического роста приобретают взрывной неподконтрольный характер и, поглотив все ресурсы частного и государственного сектора, близко подходят к черте, за которой дальнейший устойчивый рост исчерпывает себя и начинается рецессия.

## Страны, для которых характерен перегрев экономики
Перегрев экономики является реальной угрозой для стран с неустойчивой, развивающейся экономикой, а также узко специализированных регионов (страны Латинской Америки), особенно в случаях, когда рост ВВП составляет 8—12 % ежегодно на протяжении 2—3 лет подряд.

## Основные признаки перегрева экономики
Перегреву предшествуют чрезмерное финансирование экономического роста, перекредитование, избыточное вложение государственных средств в экономику, угрожающие размеры принимают дефицит государственного бюджета, инфляция, значение внешнеторгового баланса всё больше уходит в минус или резко сокращается. Экономические агенты, предчувствующие приближение рецессии, предпочитают вкладываться в реальный сектор экономики — например, недвижимость, а не финансовые инструменты (облигации, акции и т. д.). Большинство промышленных предприятий к этому времени почти полностью исчерпывают свои ресурсы (людские, научно-исследовательские, помещения) и работают на пределе своих возможностей (люди трудятся в две смены, помещения используются не по назначению и т. д.)
Среди симптомов многие финансисты опять-таки подчёркивают переинвестирование в экономические фонды (товары и оборудование, услуги, капитал), вызванное низкой ценой заёмных денег (процентные ставки ЦБ), либо высоким потребительским спросом, либо международной рыночной конъюнктурой (состоянием цен), либо спекулятивным бумом, вызванным новыми инвестиционными возможностями в экономике или отдельных отраслях (бум доткомов 1999—2000 гг.). Перегрев экономики может сопровождаться как инфляцией (ростом цен), так и дефляцией (падением цен) в зависимости от денежной политики Центрального банка (государственный эмиссионный банк). Обычно он сопровождается высокими (значительно выше средних) темпами роста экономики, ростом товарных и фондовых (рынок ценных бумаг) рынков, и обязательно, умеренной или низкой ценой кредитных денег.

## Причина перегрева экономики
Перегрев всей экономики вызывается чрезмерным влиянием государства через Центральный банк на кредитный рынок. Планирование денежной политики государством в условиях свободного рынка не может отражать потребности и тенденции развития экономики, что приводит к переинвестированию капитала предпринимателями, ориентирующимися на банковскую процентную ставку и перепотреблению частными лицами, также ориентирующимися на ставки по кредитам.

## Негативные следствия перегрева экономики
Перегрев экономики чреват экономическим спадом, безработицей, падением уровня жизни населения.

## Методы предотвращения экономического перегрева
Повышение налогов и учетной ставки ЦБ. Перегрев экономики часто выступает неизбежным следствием цикличности экономического развития. Соответственно, для того, чтобы предотвратить перегрев экономики, Правительству и ЦБ следует проводить в жизнь контрциклические меры (предотвращение раздувания ценовых пузырей на рынках акций и недвижимости, управление денежно-кредитным предложением и пр.).